# 得克萨斯农工大学系统
得克萨斯农工大学系统是德克萨斯州的一个州立大学系统，预算为63亿美元。通过由11所大学等每年教育超过153,000名学生，研发支出在2017财年超过9.96亿美元。该系统的旗舰机构是位于德克萨斯州大学城的得克萨斯农工大学。